# Nangel Menez
Jesús Nangel Giménez Reyes (Caracas, Venezuela, de 2 de octubre de 1991), más conocido como Nangel Menez es un comediante, productor, cantante, guionista y actor venezolano, conocido por su producción en la película "Martes de Bendecidas" que contó con la participación de grandes artistas como lo son: Elba Escobar, Norkys Batista, Daniel Elbittar y Julián Gil.

## Carrera

### Inicios
Su formación actoral comenzó en la escuela de actuación Jhonnie Cáceres en el año 2007. desarrollándose en el área de la comedia y la producción.
En 2013 sus tres primeras obras “Yo si monto cacho ¿y tú?”, “Yo si monto cacho ¿y tú? 2”, y “La religión de los muérdanos”, fueron presentadas en Panamá, Miami, Venezuela y Chile.
En 2015 participó en la producción de las obras “Venezolano tenías que ser” y “69 sombras de Greysmar”.
En 2016 trabajó como dramaturgo y productor de la pieza teatral “Anda a mamar”, la cual se presentó en la 7.ª edición del Microteatro Venezuela. Siguió con sus proyectos personales y poco tiempo después, poniendo en práctica sus experiencias en las obras “¿Qué pasó ayer Venezuela?” y “Échame una ayudaita”.
Participó como productor en la gira de stand up comedy de Marko en Estados Unidos; visitando Boston, Orlando, Miami, New York, Houston, Atlanta, Jacksonville, New Jersey, Memphis y Nashville.
En 2020 fue productor y guionista de la película llamada “Martes de Bendecidas”, que contó con la participación de grandes artistas como lo son: Elba Escobar, Norkys Batista, Daniel Elbittar y Julián Gil.

### Incursión en la música
En 2021 Nangel junto a Richard Encanto se unieron a los cantantes Sixto Rein, Gustavo Elis y Tony G para interpretar "Avísame". la cual relata una experiencia personal de Nangel y fue escrita por Nangel Menez, Mane “El Mutante”, Gustavo Elis, Sixto Rein y Tony G.

### Premios y reconocimientos
En 2017 recibió el Premio Mara de oro internacional’, por los trabajos y proyectos realizados. En 2018 ganó el Premio Tacarigua de Oro por la serie “Historia rebelde” además de ganar el Premio Estrellas Digitales como Mejor Contenido en Redes Sociales con la serie “Pasiones de Instagram”.

## Trayectoria

### Obras
| Presentaciones | Presentaciones               |
| Año            | Título                       |
| -------------- | ---------------------------- |
| 2014           | Yo si monto cacho ¿y tú?     |
| 2014           | Yo si monto cacho ¿y tú? (2) |
| 2014           | La religión de los muérdanos |
| 2015           | Venezolano tenías que ser    |
| 2015           | 69 sombras de Greysmar       |
| 2016           | Anda a mamar                 |
| 2016           | ¿Qué pasó ayer Venezuela?    |
| 2016           | Échame una ayudaita          |

### Reconocimientos
| Reconocimientos | Reconocimientos           | Reconocimientos                   | Reconocimientos |
| Año             | Título                    | Premio                            |                 |
| --------------- | ------------------------- | --------------------------------- | --------------- |
| 2015            | Mara de Oro Internacional | Productor de Teatro del año       |                 |
| 2018            | Tacarigua de oro          | Mejor Web Serie                   |                 |
| 2018            | Estrellas Digitales       | Mejor Contenido en Redes Sociales |                 |